# 크레스니크

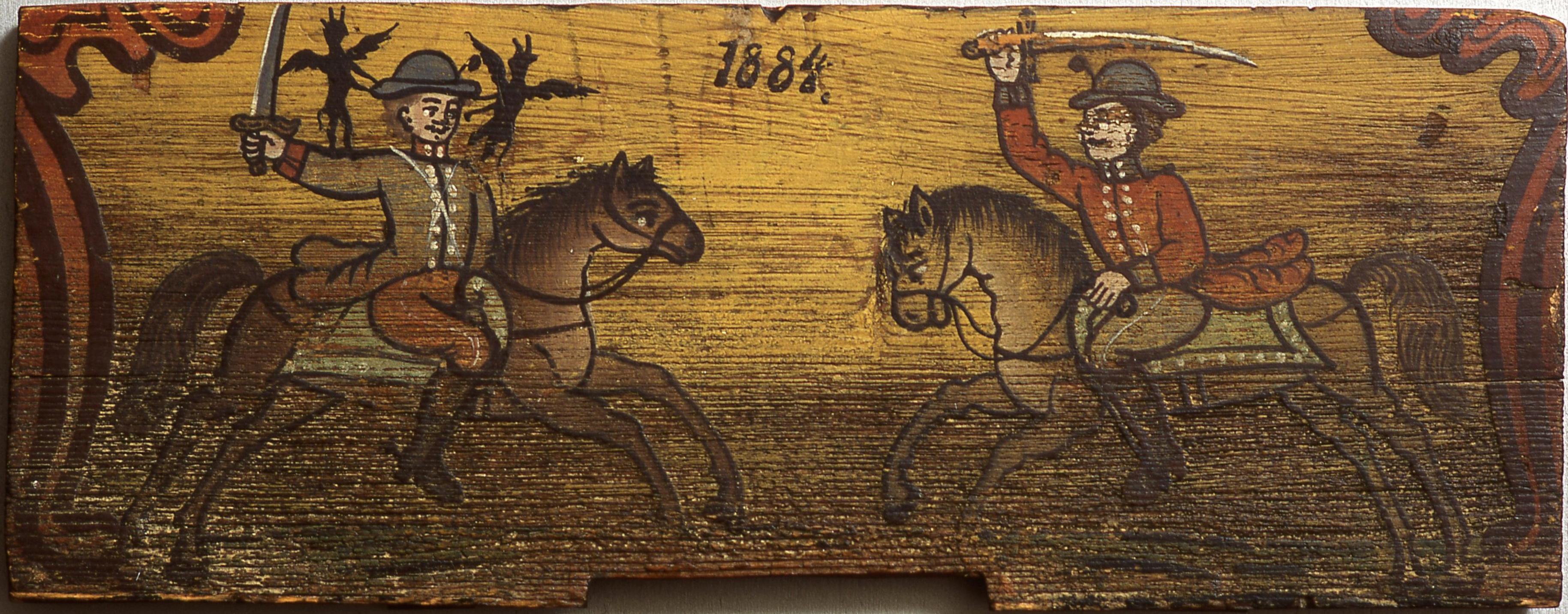

크레스니크(Kresnik, 케르스니크(Kersnik) 또는 크르스니크(Krsnik))는 슬라브 신화에서 불과 하지점, 그리고 폭풍의 신으로 나타난다. 그는 액시스 문디로 대표되는 세상에서 가장 높은 산에서 산다.
크레스니크가 주로 숭배되어 왔던 곳은 알프스산맥 동부의 슬라브족에서였다. 그는 태양신 스바로그의 아들로 황금색 머리와 금색 손을 가지고 있었다. 그는 점차적으로 진화하여
슬로베니아의 국민 영웅이 되었다.